# Condición humana
La condición humana es un término que abarca la totalidad de la experiencia  de los seres humanos y de vivir vidas humanas. Como entidades mortales, hay una serie de acontecimientos biológicamente determinados que son comunes a la mayoría de las vidas humanas, y la manera en que reaccionan los seres humanos o hacen frente a estos acontecimientos constituye la condición humana. Filosóficamente, una parte importante de la condición humana está en intentar determinar simplemente qué es la condición humana. Martin Heidegger, André Malraux, Hannah Arendt, Jean-Paul Sartre y José Ortega y Gasset han hablado de ella. El término se utiliza a veces en literatura para describir la alegría y el terror de ser y de la existencia.

## Autoconocimiento
Muchas religiones y filosofías procuran dar un significado a la condición humana. La condición humana es el tema central de gran cantidad de literatura, teatro y arte. La tensión entre totalidad y fragmentación, entre cuerpo y alma, ha sido identificada por poetas, filósofos y místicos a través de los tiempos como la esencia de la condición humana.

## Cambio
Algunos movimientos como el transhumanismo se orientan a cambiar radicalmente la condición humana, considerando que algunos elementos de la misma son "primitivos, innecesarios, débiles, inútiles, etc." o que simplemente no han alcanzado su máximo potencial. Buscando así, que el humano evolucione en sus aspectos físicos y mentales. Otros pensadores, como Enrique Fermi, niegan que la naturaleza humana haya cambiado radicalmente en un cierto período de tiempo[cita requerida]. La condición humana como un Humanismo Integral está directamente relacionado con la Dignidad humana en la Doctrina social católica; su exposición y discusión está en las Encíclicas Sociales. El estudio y la reflexión ha revertido en una Justicia social, que sería el paradigma de los Pontífices, artífices de las Encíclicas[cita requerida].

## La condición humana en la ficción
André Malraux escribió La condición humana, en la que narra las diferentes formas de vivir y el porqué de ellas, en el marco de la revolución comunista China de 1927.